# Toranosuke Takagi
Toranosuke Takagi (Japans: 高木虎之介, Takagi Toranosuke) (Shizuoka, 12 februari 1974) is een autocoureur uit Japan. Hij reed twee seizoenen in de Formule 1 maar behaalde geen punten.
Na enkele jaren in karting en lagere raceklassen werd Takagi in 1994 ontdekt door voormalig Formule 1-coureur Satoru Nakajima. Deze nam hem onder zijn hoede in zijn Formule 3000-team en tipte Ken Tyrrell over Takagi. In 1997 werd Takagi testcoureur bij Tyrrell en een jaar later kreeg hij een racezitje. Het seizoen 1998 was echter het laatste van Tyrrell en er werd weinig gedaan aan de ontwikkeling van de auto. Nadat British American Tobacco Tyrrell had overgenomen vertrok Takagi in 1999 naar Arrows. Ondanks zijn status van talent maakte hij te weinig indruk en hij had ook moeite om te communiceren met zijn team. Na het seizoen keerde hij terug naar Japan.
In 2000 won Takagi de Formule Nippon en besloot daarna zijn racecarrière te vervolgen in de Verenigde Staten. Maar twee seizoenen in de ChampCar-series en twee jaar in de IRL leverden geen Amerikaanse doorbraak op. Takagi keerde in 2005 opnieuw terug naar Japan en begon zijn eigen Formule Nippon-team.